# Tom Macan
Thomas Townley Macan (nascido em 1946) foi Governador das Ilhas Virgens Britânicas, um Território Ultramarino do Reino Unido no Mar do Caribe, de 14 de outubro de 2002 a 10 de abril de 2006. Ele foi educado na Shrewsbury School e na Universidade de Sussex.
Seguindo o conselho do Governo Britânico, foi nomeado pela Rainha Isabel II para representar a rainha no território e para atuar como o chefe de Estado.